# Beddenstal

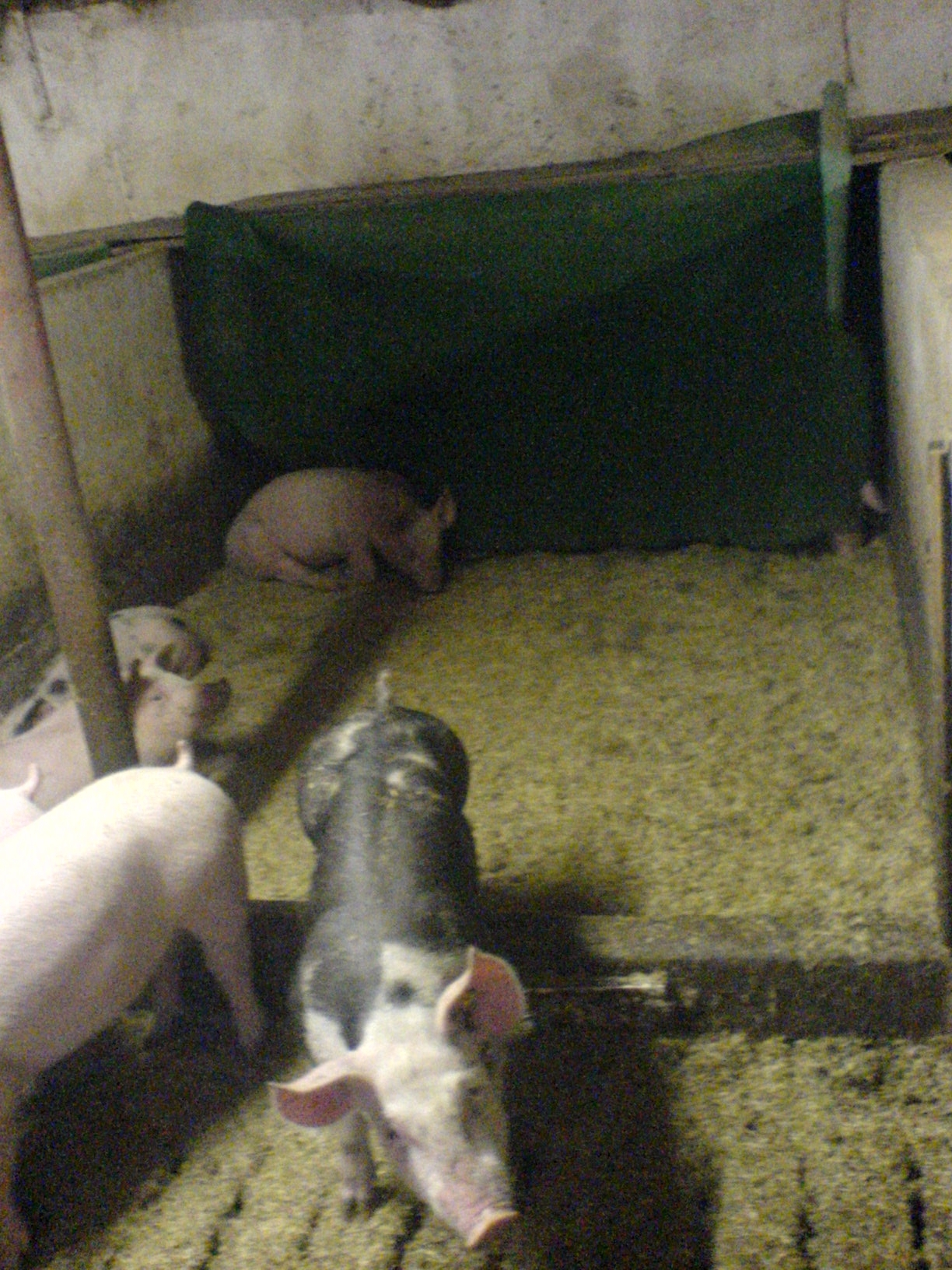
Beddenstal, het mestrooster op de voorgrond, een "scharrel"-gedeelte met vlasstrooisel in het midden en op de achtergrond een groen gordijn met daarachter het "bed".

Een beddenstal is een soort stal die wordt gebruikt als huisvestingssysteem voor varkens, en die voornamelijk geschikt is voor het houden van biggen. In de beddenstal heerst een buitenklimaat, dat wil zeggen dat er veel geventileerd wordt, en de ruimte wordt niet verwarmd.
De dieren hebben binnen de beddenstal een onderkomen in een hok met een gordijn ervoor (het "bed"). Zo houden ze elkaar warm. In een ander deel van de stal kunnen de dieren mesten op een rooster. Ze doen hun behoefte dus niet in de ruimte waar ze slapen en wroeten. De kans op ziektes wordt daardoor beperkt.
De beddenstal wordt veel in Duitsland gebruikt, en is in Nederland goedgekeurd als huisvesting voor (biologische) scharrelvarkens.